# Juvenília
Juvenília là một đô thị thuộc bang Minas Gerais, Brasil. Đô thị này có diện tích 1076,889 km², dân số năm 2007 là 6050 người, mật độ 5,9 người/km².